# Roberto Cavalo
Roberto Fernando Schneiger, genannt Roberto Cavalo (* 13. April 1963 in Carazinho) ist ein brasilianischer Fußballtrainer und –ehemaliger Fußballspieler.

## Karriere
In seiner aktiven Laufbahn als Spieler war Roberto Cavalo bei verschiedenen Erstligaklubs tätig. Seinen größten Erfolg feierte er 1991 mit dem Gewinn des brasilianischen Pokals. Direkt im Anschluss an seine Spielerkarriere begann 1998 seine Trainerlaufbahn. Aber erst 10 Jahre später absolvierte er eine Trainerausbildung beim Instituto Wanderley Luxemburgo. Im Oktober 2020 wurde er zum vierten Mal Trainer beim Oeste FC. Im August 2021 wurde er hier wieder entlassen.
Am 11. Februar 2022 gab der EC XV de Novembro die Verpflichtung von Cavalo als Trainer bekannt. Hier blieb er bis zum Ende der Staatsmeisterschaft von São Paulo im April. In den Folgejahren folgten weitere Engagements in unterklassigen Klubs.

## Erfolge
Als Spieler
- Criciúma
  - Copa do Brasil: 1991

Als Trainer
- Avaí
  - Série C: 1998

- Joinville
  - Staatsmeisterschaft von Santa Catarina: 2001

- Paysandu
  - Campeonato Paraense: 2005

- Confiança
  - Staatsmeisterschaft von Sergipe: 2009

- Mixto
  - Staatsmeisterschaft von Mato Grosso 2ª Divisão: 2009

Auszeichnungen
- Bester Trainer Série B: 2004 mit Avaí